# 西崎緑
西崎 緑（にしざき みどり、1960年4月9日 - ）は、日本の演歌歌手、女優、日本舞踊家。旧芸名は西崎 みどり。本名は松井緑（旧姓・深見）。愛称はみいこ、みっこ。株式会社テイチクミュージック所属。レコード会社はテイチクエンタテインメント。東京都港区出身。堀越高等学校卒業。

## 人物
母は西崎流の日本舞踊家。母方の叔母はグループでNHK紅白歌合戦に2回出場した歌手の有明ユリ。
3歳のときに日本舞踊で初舞台を踏み、5歳から少女雑誌の表紙、グラビアのモデルとなった。遠藤実に見いだされ、7歳のときに「ちいさなプリンセス」で歌手デビュー。8歳のときに田端義夫とのデュエット曲「ねんねん船唄」がヒット。子役として、テレビ・映画で活動した。14歳のときに平尾昌晃と出会う。平尾に師事していたころを中心に「西崎みどり」と表記していた時期がある。平尾は、歌以外でも何をやらせてもこなしてしまう天才肌であったと西崎を評している。1974年、『暗闇仕留人』（『必殺シリーズ』第4作）の主題歌「旅愁」がミリオンセラーとなった。同シリーズでは「さざなみ」ほか主題歌・挿入歌あわせて4曲を歌唱した。
俳優としては8歳のときに『コメットさん』の第1期（後期）で「みどり」という名のガールフレンド役でレギュラー出演している。必殺シリーズは何度かのゲスト出演を経て、非主水シリーズにレギュラー出演。『必殺橋掛人』では女元締として出演した。
1988年、オリジナル二部式着物『十人十色 NISHIZAKI』のデザインを手掛けた。2004年、44歳で長女を高齢出産。
2023年11月3日、東京ガーデンパレスにて、『西崎緑 芸道60周年感謝の集い』を開催。2024年7月21日、イタリアンレストラン・トラットリアロアジにて『はじめてのトークショー』を開催。
現在は西崎流新宗家として、日本舞踊の教室を開催。2024年3月現在、南日本放送のラジオ番組『日高正人の銀座ナマナマ天文館』（毎週日曜日 21:00から21:20）にレギュラー出演している。

## ディスコグラフィ

### シングル
- 1 - 4、26以降：西崎緑名義（1967年 - 1974年、2013年 - ）
- 5 - 25：西崎みどり名義（1974年 - 1991年）

| #  | 発売日          | 曲順 | タイトル                 | 作詞         | 作曲       | 編曲         | レーベル        | 規格品番   |
| -- | --------------- | ---- | ------------------------ | ------------ | ---------- | ------------ | --------------- | ---------- |
| 1  | 1967年 12月10日 | A面  | ちいさなプリンセス       | 稲葉爽秋     | 遠藤実     | 遠藤実       | ミノル フォン   | KA-172     |
| 1  | 1967年 12月10日 | B面  | 可愛い真珠               | 稲葉爽秋     | 遠藤実     | 遠藤実       | ミノル フォン   | KA-172     |
| 2  | 1971年 2月1日   | A面  | 恋に会いたい             | 川内康範     | 三佳令二   | 高見弘       | ミノル フォン   | KA-365     |
| 2  | 1971年 2月1日   | B面  | 愛を大事にしなかったから | 川内康範     | 三佳令二   | 高見弘       | ミノル フォン   | KA-365     |
| 3  | 1973年 4月1日   | A面  | 花散る頃に               | 茜まさお     | 彩木雅夫   | 竜崎孝路     | ミノル フォン   | KA-453     |
| 3  | 1973年 4月1日   | B面  | 青い海が見える丘         | 茜まさお     | 彩木雅夫   | 竜崎孝路     | ミノル フォン   | KA-453     |
| 4  | 1974年 3月1日   | A面  | 小指のきず               | 増永直子     | 彩木雅夫   | 京建輔       | ミノル フォン   | KA-491     |
| 4  | 1974年 3月1日   | B面  | 泣き笑い                 | 増永直子     | 彩木雅夫   | 京建輔       | ミノル フォン   | KA-491     |
| 5  | 1974年 8月1日   | A面  | 旅愁                     | 片桐和子     | 平尾昌晃   | 竜崎孝路     | ミノル フォン   | KA-512     |
| 5  | 1974年 8月1日   | B面  | みかづき恋歌             | 片桐和子     | 平尾昌晃   | 竜崎孝路     | ミノル フォン   | KA-512     |
| 6  | 1975年 1月20日  | A面  | はまなすの旅             | 片桐和子     | 平尾昌晃   | 竜崎孝路     | ミノル フォン   | KA-526     |
| 6  | 1975年 1月20日  | B面  | 枯葉の詩集               | 片桐和子     | 平尾昌晃   | 京建輔       | ミノル フォン   | KA-526     |
| 7  | 1975年 4月25日  | A面  | あなたたずねて           | 山上路夫     | 平尾昌晃   | 京建輔       | ミノル フォン   | KA-541     |
| 7  | 1975年 4月25日  | B面  | おもかげ                 | 片桐和子     | 平尾昌晃   | 京建輔       | ミノル フォン   | KA-541     |
| 8  | 1975年 9月25日  | A面  | 東京の女学校に参ります   | 及川恒平     | 平尾昌晃   | あかのたちお | ミノル フォン   | KA-564     |
| 8  | 1975年 9月25日  | B面  | 秘密の数                 | 及川恒平     | 平尾昌晃   | 京建輔       | ミノル フォン   | KA-564     |
| 9  | 1976年 2月10日  | A面  | さざなみ                 | 荒木一郎     | 平尾昌晃   | 竜崎孝路     | ミノル フォン   | KA-590     |
| 9  | 1976年 2月10日  | B面  | 西陽のあたる部屋         | 荒木一郎     | 平尾昌晃   | 竜崎孝路     | ミノル フォン   | KA-590     |
| 10 | 1976年 6月1日   | A面  | 夏物語                   | 阿久悠       | 小林亜星   | 京建輔       | ミノル フォン   | KA-1005    |
| 10 | 1976年 6月1日   | B面  | 愛のスケッチ             | 阿久悠       | 小林亜星   | 京建輔       | ミノル フォン   | KA-1005    |
| 11 | 1976年 11月1日  | A面  | 冬は悲しい夢を           | 阿久悠       | 沖田宗丸   | 京建輔       | ミノル フォン   | KA-1024    |
| 11 | 1976年 11月1日  | B面  | 笹舟                     | 岡田冨美子   | 沖田宗丸   | 京建輔       | ミノル フォン   | KA-1024    |
| 12 | 1977年 3月1日   | A面  | いつの日もいつの日も     | わたなべ研一 | 沖田宗丸   | 京建輔       | ミノル フォン   | KA-1044    |
| 12 | 1977年 3月1日   | B面  | ゆうぐれの詩             | 東海林良     | 沖田宗丸   | 京建輔       | ミノル フォン   | KA-1044    |
| 13 | 1977年 5月1日   | A面  | 恋のパイナップルサマー   | 喜多條忠     | 都倉俊一   | 都倉俊一     | ミノル フォン   | KA-1055    |
| 13 | 1977年 5月1日   | B面  | 北極回り                 | 喜多條忠     | 都倉俊一   | 都倉俊一     | ミノル フォン   | KA-1055    |
| 14 | 1977年 9月1日   | A面  | 霧雨かなざわ             | わたなべ研一 | 沖田宗丸   | 京建輔       | ミノル フォン   | KA-1069    |
| 14 | 1977年 9月1日   | B面  | 汽車がくるまで           | わたなべ研一 | 沖田宗丸   | 京建輔       | ミノル フォン   | KA-1069    |
| 15 | 1978年 3月1日   | B面  | 美緒の歌                 | 吉秋雅規     | 遠藤実     | 斉藤恒夫     | ミノル フォン   | KA-1108    |
| 16 | 1978年 4月1日   | A面  | 銀河平野                 | わたなべ研一 | 沖田宗丸   | 京建輔       | ミノル フォン   | KA-1112    |
| 16 | 1978年 4月1日   | B面  | あなたの湖               | わたなべ研一 | 京建輔     | 京建輔       | ミノル フォン   | KA-1112    |
| 17 | 1978年 10月1日  | A面  | さみしさにほろ酔い       | わたなべ研一 | 沖田宗丸   | 京建輔       | ミノル フォン   | KA-1139    |
| 17 | 1978年 10月1日  | B面  | 草の上の船               | かぜ耕士     | 沖田宗丸   | 京建輔       | ミノル フォン   | KA-1139    |
| 18 | 1979年 5月1日   | A面  | おもいで湖畔             | かぜ耕士     | 遠藤実     | 京建輔       | ミノル フォン   | KA-1160    |
| 18 | 1979年 5月1日   | B面  | 十九ひとり旅             | いではく     | 遠藤実     | 京建輔       | ミノル フォン   | KA-1160    |
| 19 | 1979年 11月1日  | A面  | オリコノモイの夢枕       | 中山大三郎   | 中山大三郎 | 京建輔       | ミノル フォン   | KA-1190    |
| 19 | 1979年 11月1日  | B面  | 春は島から               | 中山大三郎   | 中山大三郎 | 京建輔       | ミノル フォン   | KA-1190    |
| 20 | 1982年 2月1日   | A面  | 小雨のルンバ             | 牛次郎       | 藤原蔵人   | 京建輔       | ミノル フォン   | KA-2049    |
| 20 | 1982年 2月1日   | B面  | はじめてのサヨナラ       | 牛次郎       | 沖田宗丸   | 京建輔       | ミノル フォン   | KA-2049    |
| 21 | 1982年 7月1日   | A面  | 流星                     | 喜多條忠     | 平尾昌晃   | 竜崎孝路     | ミノル フォン   | KA-2062    |
| 21 | 1982年 7月1日   | B面  | 山葵の花                 | 喜多條忠     | 平尾昌晃   | 竜崎孝路     | ミノル フォン   | KA-2062    |
| 22 | 1985年 8月25日  | A面  | もどり道                 | 只野菜摘     | 宇崎竜童   | 入江純       | CBS ソニー      | 07SH-1682  |
| 22 | 1985年 8月25日  | B面  | 雨宿り                   | 只野菜摘     | 宇崎竜童   | 戸塚修       | CBS ソニー      | 07SH-1682  |
| 23 | 1987年 8月26日  | A面  | 生まれかわれるものならば | ちあき哲也   | 三木たかし | 若草恵       | CBS ソニー      | 07SH-1970  |
| 23 | 1987年 8月26日  | B面  | 謎色迷路                 | ちあき哲也   | 三木たかし | 若草恵       | CBS ソニー      | 07SH-1970  |
| 24 | 1990年 3月21日  | A面  | 十人十色                 | 並木ひろし   | 並木ひろし | 伊藤雪彦     | 日本 コロムビア | CMS-282    |
| 24 | 1990年 3月21日  | B面  | 貴方とならば             | 並木ひろし   | 並木ひろし | 伊藤雪彦     | 日本 コロムビア | CMS-282    |
| 25 | 1991年 10月21日 | 01   | 何度生まれても           | さいとう大三 | 馬場孝幸   | 大谷和夫     | 日本 コロムビア | CODA-8913  |
| 25 | 1991年 10月21日 | 02   | こころ遊び               | さいとう大三 | 馬場孝幸   | 大谷和夫     | 日本 コロムビア | CODA-8913  |
| 26 | 2013年 7月17日  | 01   | 如月                     | たきのえいじ | 田尾将実   | 矢野立美     | テイチク        | TECA-12464 |
| 26 | 2013年 7月17日  | 02   | 花咲き染めし             | たきのえいじ | 田尾将実   | 矢野立美     | テイチク        | TECA-12464 |
| 27 | 2014年 11月19日 | 01   | 春知らず                 | たきのえいじ | 田尾将実   | 矢野立美     | テイチク        | TECA-12562 |
| 27 | 2014年 11月19日 | 02   | 旅愁                     | 片桐和子     | 平尾昌晃   | 鈴木豪       | テイチク        | TECA-12562 |
| 28 | 2015年 10月21日 | 01   | 問わず語り               | たきのえいじ | 田尾将実   | 矢野立美     | テイチク        | TECA-13638 |
| 28 | 2015年 10月21日 | 02   | 桜草                     | たきのえいじ | 田尾将実   | 矢野立美     | テイチク        | TECA-13638 |
| 29 | 2016年 9月21日  | 01   | 偽名                     | 田久保真見   | 永井龍雲   | 矢野立美     | テイチク        | TECA-13711 |
| 29 | 2016年 9月21日  | 02   | 哀シテル                 | 田久保真見   | 永井龍雲   | 矢野立美     | テイチク        | TECA-13711 |
| 30 | 2017年 8月16日  | 01   | 紅の糸                   | 石原信一     | 桧原さとし | 石倉重信     | テイチク        | TECA-13783 |
| 30 | 2017年 8月16日  | 02   | やさしい夜に             | 森坂とも     | 桧原さとし | 石倉重信     | テイチク        | TECA-13783 |
| 31 | 2023年 4月19日  | 01   | かもめ                   | 星野宗広     | 星野宗広   | 猪股義周     | テイチク        | TECA-23025 |
| 31 | 2023年 4月19日  | 02   | 旅愁                     | 片桐和子     | 平尾昌晃   | 鈴木豪       | テイチク        | TECA-23025 |

#### デュエット・シングル
| 発売日         | デュエット | 曲順 | タイトル                        | 作詞       | 作曲     | 編曲     | レーベル      | 規格品番   |
| -------------- | ---------- | ---- | ------------------------------- | ---------- | -------- | -------- | ------------- | ---------- |
| 1968年 12月1日 | 田端義夫   | A面  | ねんねん船唄                    | 美沢香     | 遠藤実   | 遠藤実   | ミノル フォン | KA-242     |
| 1969年 7月1日  | 田端義夫   | A面  | 親星子星                        | 西沢爽     | 遠藤実   | 只野通泰 | ミノル フォン | KA-283     |
| 1970年 5月1日  | 田端義夫   | A面  | さよなら船                      | 白鳥園枝   | 遠藤実   | 河合英郎 | ミノル フォン | KA-327     |
| 1970年 5月1日  | -          | B面  | わたしは蜜蜂 (歌：西崎緑)       | 白鳥園枝   | 遠藤実   | 河合英郎 | ミノル フォン | KA-327     |
| 2015年 8月19日 | 湯原昌幸   | 01   | 同級生                          | 松宮恭子   | 鈴木豪   | 鈴木豪   | テイチク      | TECA-13624 |
| 2015年 8月19日 | 湯原昌幸   | 02   | 青山 通り雨                     | 松宮恭子   | 鈴木豪   | 鈴木豪   | テイチク      | TECA-13624 |
| 2016年 7月20日 | 湯原昌幸   | 01   | 再会酒 〜デュエットバージョン〜 | 夜美まこと | 徳久広司 | 石倉重信 | テイチク      | TECA-13695 |
| 2016年 7月20日 | 湯原昌幸   | 02   | ほろ酔い五番街                  | 宮田純花   | 湯原昌幸 | 高島政晴 | テイチク      | TECA-13695 |

#### 委託制作盤
| 発売日 | 曲順 | タイトル              | 作詞     | 作曲     | 編曲     | 規格品番 | 備考                                 |
| ------ | ---- | --------------------- | -------- | -------- | -------- | -------- | ------------------------------------ |
| 1976年 | A面  | さがえ さくらんぼ囃子 | 武田貞夫 | 平尾昌晃 | 京建輔   | SS-3566  | 制定：さがえさくらんぼ囃子制定委員会 |
| 1976年 | B面  | (カラオケ)            | -        | 平尾昌晃 | 京建輔   | SS-3566  | 制定：さがえさくらんぼ囃子制定委員会 |
| 1977年 | A面  | さつき娘              | 加藤奨   | 山中博   | 木村弘清 | PR-081   | -                                    |
| 1977年 | B面  | さつき観光音頭        | 加藤奨   | 山中博   | 山中博   | PR-081   | -                                    |

### アルバム
| 発売日        | タイトル                                      | レーベル     | 規格 | 規格品番   |
| ------------- | --------------------------------------------- | ------------ | ---- | ---------- |
| 1975年1月     | 旅愁 十四歳のぷろふぃ〜る                     | ミノルフォン | LP   | KC-7030    |
| 1975年8月     | あなたたずねて 十五歳のぽ〜とれいと           | ミノルフォン | LP   | KC-7032    |
| 1976年8月     | 四季 おりじなる・ろまん                       | ミノルフォン | LP   | KC-8025    |
| 1977年3月     | 西崎みどり"はじめてのコンサート"ふれあい      | ミノルフォン | LP   | KC-8027    |
| 1977年7月     | オリジナル全曲集 旅愁・恋のパイナップルサマー | ミノルフォン | LP   | KC-8032    |
| 1982年8月     | 西崎みどりBEST                                | ミノルフォン | LP   | KC-9527    |
| 1982年11月    | 西崎みどり全曲集                              | ミノルフォン | LP   | KC-9530    |
| 2003年6月25日 | ベストアルバム〜みどりに逢いたい〜            | 徳間ジャパン | CD   | TKCA-72557 |

### タイアップ曲
| 年     | 楽曲                     | タイアップ                                 |
| ------ | ------------------------ | ------------------------------------------ |
| 1974年 | 旅愁                     | TBS系ドラマ『暗闇仕留人』主題歌            |
| 1976年 | さざなみ                 | NET系ドラマ『必殺仕業人』主題歌            |
| 1982年 | 流星                     | テレビ朝日系ドラマ『新・必殺仕舞人』主題歌 |
| 1985年 | もどり道                 | テレビ朝日系ドラマ『必殺橋掛人』挿入歌     |
| 1987年 | 生まれかわれるものならば | TBS系ドラマ『誘惑』主題歌                  |

## 出演

### テレビドラマ
- コメットさん（TBS・国際放映 第1期後期） - みどり（レギュラー。ガールフレンド）
- S・Hは恋のイニシァル（TBS）
- 変身忍者 嵐 第37話 「バラバラ妖怪！死の船がよぶ!!」（1972年、MBS・東映） - くノ一・さくら
- 若さま侍捕物手帖 第9話「俺達(おいら)の歌声聞いたかい」（1973年、KTV） - お光
- どっこい大作 第45話「ケンカと踊りの日本一!!」（1973年、NET・東映） - 土崎ゆかり
- 唖侍鬼一法眼 第7話「くちなしの別れ道」（1973年、NTV・勝プロダクション） - お咲
- 必殺シリーズ（ABC・松竹）
  - 暗闇仕留人 第27話（最終回）「別れにて候」 - 松平玄蕃の娘
  - 必殺仕業人 第16話「あんたこの無法をどう思う」（1976年） - お咲
  - 必殺からくり人 第8話「私ハ待ッテル一報ドウゾ」（1976年） - せん
  - 新・必殺からくり人 第8話「東海道五十三次殺し旅 藤川」（1978年） - おせん
  - 必殺仕事人 第60話「狙い技仁義無用斬り」（1980年） - おゆき
  - 必殺仕舞人（1981年） - おはな
  - 新・必殺仕舞人（1982年） - おはな
  - 必殺渡し人（1983年） - お沢
  - 必殺仕切人（1984年） - お清
  - 必殺橋掛人（1985年） - お光（春光尼）
- 横溝正史シリーズ 「本陣殺人事件」（1977年5月7日~5月21日、MBS） - 一柳鈴子
- 遠山の金さん 第1シリーズ（1977年、ANB・東映） - お絹
- 水戸黄門（TBS・C.A.L）
  - 第8部 第3話「東海道お化け旅籠 -平塚-」（1977年8月1日） - おきく 西崎みどり名義
  - 第9部西崎みどり名義
    - 第5話「黄門様のそっくりさん -仙台-」（1978年9月4日） - 千代
    - 第24話「弟思いの一番勝負 -川越-」（1979年1月15日） - とみ
- 江戸を斬るIII 第22話「人を見て法を説け」（1977年、TBS・C.A.L）
- 大岡越前 第5部 第17話「帰って来た木鼠小僧」（1978年5月29日、TBS / C.A.L） - お芳
- 疾風同心（1978年 - 1979年、東京12チャンネル / C.A.L） - 香織
- あゝ野麦峠（1980年、TBS） - チカ
- 斬り捨て御免! 第1シリーズ第19話「黄金地獄の闇を斬る」（1980年、東京12チャンネル / 歌舞伎座テレビ）
- 噂の刑事トミーとマツ 第33話「奇妙きてれつ、ダブル変身」（1980年、TBS / 大映テレビ）
- 木曜ゴールデンドラマ（YTV）
  - 妻のまごころ（1980年）
  - 再婚の条件（1983年）
  - 母の愛は死を越えて!!（1984年）
  - 非行母娘の対決!!（1984年）
  - 初婚・再婚・二人三脚（1986年）
- 柳生あばれ旅 第13話「殴り込み!女風呂 -白須賀-」 - お雪（1981年、ANB / 東映）
- 暴れん坊将軍シリーズ（ANB / 東映）
  - 吉宗評判記 暴れん坊将軍
    - 第144話「御命焼酎一升にて候」（1981年） - お通
    - 第185話「花嫁衣裳の甘い罠」（1981年） - 早苗
    - 第197話「河豚より怖し小判鮫」（1982年） - おきみ

  - 暴れん坊将軍II
    - 第4話「富士の白雪に消えた女」（1983年） - 七重
    - 第48話「初午に燃えた江戸っ子神輿」（1984年） - おきよ
    - 第108話「涙が仇のあで化粧!」（1985年） - お糸
- 弐十手物語（フジTV)　第十二話　「吉原恋心中」1984年
- 土曜ワイド劇場
  - 「じゅく年夫婦探偵」（1982年、ABC・松竹）
  - 「ねらわれた社長一族」（1985年、ANB）
  - 「元祖!混浴露天風呂連続殺人18」（1998年、ABC・テレパック）
  - 「京都の芸者弁護士3」（1999年、ABC・松竹）
- 大奥 第6話「一に引き、二に運、三に器量」・第7話「種馬とれんげ草」（1983年、KTV・東映） - お艶
- 赤かぶ検事奮戦記III 第4話「父に犯された娘?」（1983年、ABC） - 広田いずみ
- 時代劇スペシャル 「雪の渡り鳥 鯉名の銀平」（1983年、CX）
- 銭形平次 第871話「影」（1983年、CX・東映） - おかよ
- 長七郎江戸日記 第1シリーズ 第13話「風流乙女慕情」（1984年、NTV・ユニオン映画） ‐ お小夜
- 弐十手物語 第12話「吉原恋心中」（1984年、CX・東映）
- 遠山の金さん 第1シリーズ 第148話「女のいくさ・花も嵐も踏みこえて!」（1985年、ANB・東映） 高橋英樹版
- 夏樹静子サスペンス 「質屋の扉」（1986年3月24日、KTV） - 大沢直美
- 特捜最前線 第504話「早春の伊豆・迷路に墜ちた愛」（1987年、ANB / 東映）
- 仮面ライダーBLACK RX 第31話「怪魔界を見た女」・第32話「愛と希望の大空」（1989年、MBS・東映） -  ユーコ・ミドリカワ
- はるちゃん4（THK）
- 将軍家光忍び旅 第1シリーズ 第6話「偽将軍と踊り子の恋」（1990年、ANB / 東映）- 小菊太夫
- 八丁堀の七人 第1シリーズ 第2話「千両箱に罠を張れ! 狙われた同心の娘」（2000年、ANB・東映）
- 京極夏彦 「怪」 第3話「赤面ゑびす」（2000年7月20日、WOWOW） - 寿美

### 映画
- 源氏物語（1966年） 大和撫子
- ドリフターズですよ!全員突撃（1969年） ピッピ

### 舞台
- 新・四谷怪談
- おもろい幽霊
- 滝の白糸
- お葬式
- 三花繚乱　SANKA　RYOURAN（2009年11月10日-） - 共演：吉沢京子、桑江知子
- 裸の大将放浪記（2010年） - 軍国食堂の女将
- 「夜回り先生〜いいんだよ昨日のことは」（2012年9月） - 共演：石橋正次
- 西崎緑総合プロデュース 西崎緑&美緑会ライブステージ（2013年2月） - ゲスト：坂元亮介／柳田幸則／森正明　共演：西崎緑祐／西崎緑乃佳／高橋美幸／吉田理江／中岸紗耶香(Sa-ya)
- セブンスヒーロー（2024年5月）[3]
- 王の逆襲（2025年6月〈予定〉）[4]

### 写真集
- たまゆら　撮影　小沢忠恭　ワニブックス　（1999年9月1日）